# Cape Norman
Cape Norman is een kaap in de Canadese provincie Newfoundland en Labrador. De kaap bevindt zich in de Straat van Belle Isle en is het noordelijkste punt van het eiland Newfoundland.

## Geografie
Cape Norman is met zijn ligging op 51°37'51"N de noordelijkste kaap van Newfoundland, na onder meer de 19 km oostelijker gelegen Cape Onion (51°36'53"N) en de 27 km oostelijker gelegen kaap bij L'Anse aux Meadows (51°36'26"N). Cape Norman vormt tegelijk de westelijke kaap van Cape Norman Bay, een kleine baai van de Straat van Belle Isle. De vuurtoren met woonst maakt deel uit van de designated place North Boat Harbour-Wild Bight.